# Mer des Philippines occidentales
Une proposition de fusion est en cours entre Mer de Luçon et Mer des Philippines occidentales.
La Mer des Philippines occidentales ou Mer de l’Ouest des Philippines (anglais : West Philippine Sea; philippin : Kanlurang Dagat ng Pilipinas, ou Karagatang Kanlurang Pilipinas, abrégé en WPS) est l’appellation donnée par le gouvernement des Philippines aux parties de la mer de Chine méridionale comprises dans la zone économique exclusive (ZEE) du pays. Ce terme est parfois utilisé à tort pour désigner l’ensemble de la mer de Chine méridionale.

## Histoire

Carte de la mer des Philippines occidentales.

Le terme « Mer des Philippines occidentales » est utilisé par la communauté internationale depuis au moins 1961, apparaissant dans des publications en géologie et en océanographie. Il désignait cependant à l’époque la portion occidentale de la mer des Philippines, située à l’est de l’archipel philippin,,.
Dès 2011, sous l'administration du président Benigno Aquino III, le gouvernement philippin a commencé à désigner les eaux situées à l’ouest de l’archipel par ce même nom. Cette redéfinition visait à s’inscrire dans le cadre du système national de cartographie et, selon Walden Bello, à marquer le désaccord avec la revendication chinoise de souveraineté sur l’ensemble de la mer de Chine méridionale.
À la Chambre des représentants, le député Akbayan Walden Bello a déposé une résolution en juin 2011 invitant le gouvernement à envisager le processus de changement du nom de la mer de Chine méridionale en « Mer des Philippines occidentales ». Selon lui, cette appellation n’avait pas vocation à délimiter précisément une zone géographique, mais à symboliser le fait que cette mer n’appartenait pas exclusivement à la Chine. Cette proposition a reçu le soutien des Forces armées des Philippines, qui utilisaient déjà l’expression depuis le milieu des années 2000.
Ce changement a été officialisé par un ordre administratif publié en septembre 2012, imposant l’usage de cette appellation à l’ensemble des ministères, subdivisions, agences et entités instrumentales du gouvernement philippin. En septembre 2012, le gouvernement philippin a annoncé qu’il commencerait à utiliser officiellement l’appellation « Mer des Philippines occidentales » pour désigner les eaux situées à l’ouest du pays sur les cartes officielles, dans les communications gouvernementales et dans les documents administratifs. L’application de ce terme est toutefois limitée aux eaux situées à l’intérieur de la zone économique exclusive des Philippines.

### Décision de la CPA en 2016
Le 12 juillet 2016, la Cour permanente d’arbitrage a statué en faveur des Philippines dans une affaire qui ne portait pas sur la dénomination des zones maritimes. Le tribunal a précisé qu’« il ne lui avait pas été demandé, et qu’il ne prétendait pas, délimiter une quelconque frontière maritime entre les parties ou impliquant un autre État riverain de la mer de Chine méridionale »,,. Il a également jugé que la Chine ne disposait d’« aucun droit historique » fondé sur la carte dite de la « ligne en neuf traits »,.

## Portée juridique
Il n’existe pas de délimitation précise des frontières de la zone de la mer de Chine méridionale constituant la Mer des Philippines occidentales. L’ordre administratif ayant officialisé cette appellation la définit ainsi :
Les zones maritimes situées à l’ouest de l’archipel philippin sont désormais appelées Mer des Philippines occidentales. Ces zones comprennent la mer de Luçon, ainsi que les eaux environnantes, adjacentes au groupe d’îles Kalayaan et à Bajo de Masinloc, également connu sous le nom de banc de Scarborough.
— Art. 1, Ordre administratif n° 29 (2012)
En droit philippin, la Mer des Philippines occidentales désigne uniquement les parties de la mer de Chine méridionale que le gouvernement philippin considère comme faisant partie de sa zone économique exclusive. Cette appellation a été rendue officielle par l’Ordre administratif n° 29 émis par le président Benigno Aquino III le 5 septembre 2012. L’ordre fait également référence au décret présidentiel n° 1599 promulgué en 1978 sous la présidence de Ferdinand Marcos, qui établissait la ZEE philippine, ainsi qu’à la loi de la République n° 9522, ou loi sur les lignes de base, adoptée en 2009 sous la présidence de Gloria Macapagal Arroyo, laquelle délimitait les lignes de base de l’archipel philippin.
L’ordre administratif affirme les droits souverains des Philippines sur leur ZEE dans la mer de Chine méridionale, conformément à la Convention des Nations unies sur le droit de la mer de 1982. Il affirme également le pouvoir inhérent du gouvernement philippin de désigner ses zones maritimes par une nomenclature appropriée dans le cadre du système national de cartographie.

## Usage

Carte non officielle de la NAMRIA montrant les éléments géographiques situés dans la mer des Philippines occidentales. Les noms des éléments sont ceux reconnus par le gouvernement philippin.

Conformément à l’Ordre administratif n° 29, l’Autorité nationale de cartographie et d’information sur les ressources (NAMRIA) est chargée d’utiliser l’appellation « Mer des Philippines occidentales » dans les cartes produites et publiées par l’organisme. Les autres agences gouvernementales sont également tenues d’utiliser ce terme afin d’en promouvoir l’usage tant au niveau national qu’international.
Avant même la publication de cet ordre, l’Administration des services atmosphériques, géophysiques et astronomiques des Philippines (PAGASA) avait adopté ce nom en 2011 pour désigner les eaux situées à l’ouest du pays, tout en continuant à utiliser « mer des Philippines » pour les eaux situées à l’est de l’archipel.
Le terme « Mer des Philippines occidentales » est parfois employé à tort pour désigner l’ensemble de la mer de Chine méridionale, un usage que le gouvernement philippin considère comme incorrect.
Le terme est également consultable sur Google Maps. En avril 2025, Google a mis à jour ses cartes pour inclure une étiquette plus visible pour la Mer des Philippines occidentales,. L’appellation « mer de Chine méridionale » reste visible au nord-ouest de la nouvelle étiquette. Le gouvernement philippin ainsi que les Forces armées des Philippines ont salué cette décision, tandis que le ministère des Affaires étrangères de la République populaire de Chine s’y est opposé. Toutefois, l’étiquette explicite a été temporairement retirée avant d’être réapparue par la suite,,.